# São Pedro (São Paulo)
São Pedro, amtlich portugiesisch Município da Estância Turística de São Pedro, ist eine Stadt im Bundesstaat São Paulo, Brasilien. Im Jahr 2019 lebten schätzungsweise 35.653 Menschen in São Pedro auf rund 611 km².

## Lage
Die Stadt liegt 550 m über dem Meeresspiegel. Sie grenzt im Südosten unmittelbar an die zweitkleinste Stadt Brasiliens Águas de São Pedro. Zum Stausee Represa de Barra Bonita im Südwesten sind es etwa 10 und nach Norden zur Stadt Itirapina etwa 30 km.

## Verkehr
Bei São Pedro kreuzen sich die Verkehrsadern SP-304 und SP-191. Sie ist 191 km von der Hauptstadt São Paulo entfernt. Etwa 3 km südöstlich außerhalb des Stadtzentrums befindet sich der Aeroporto Municipal, der örtliche Flugplatz.

## Sehenswertes
- 2 km im Süden liegt eine Gruppe von Fischteichen, die als Pesqueiro Castelinho Touristen anziehen.
- Der Erholungspark Parque Maria Angélica Manfrinato in unmittelbarer Nähe zum Stadtzentrum bietet Spaziermöglichkeiten und Tretbootfahren. Río Branco

## Religion
Das Christentum ist in der Stadt wie folgt vertreten:

### Römisch-katholische Kirche
Die katholische Kirche in der Gemeinde ist Teil der Bistum Piracicaba.

### Protestantische Kirche
In der Stadt gibt es die unterschiedlichsten evangelischen Glaubensrichtungen, hauptsächlich Pfingstler, darunter die brasilianischen Assemblies of God (die größte evangelische Kirche des Landes), die Christliche Kongregationalistische Kirche in Brasilien, und andere.